# مونماوت (ایندیانا)
مونماوت (به انگلیسی: Monmouth) یک منطقهٔ مسکونی در ایالات متحده آمریکا است که در شهرستان آدامز، ایندیانا واقع شده‌است. مونماوت ۲۴۴٫۱۵ متر بالاتر از سطح دریا واقع شده‌است.